# NGC 6176
NGC 6176 (NGC 6170) je eliptična galaktika u zviježđu Zmaju. Naknadno je utvrđeno da je NGC 6170 ista galaktika.

## Vanjske poveznice
- (engl.) SEDS: NGC 6176
- (engl.) Hartmut Frommert: Revidirani Novi opći katalog
- (engl.) Izvangalaktička baza podataka NASA-e i IPAC-a
- (engl.) Astronomska baza podataka SIMBAD
- (engl.) VizieR
- (engl.) Auke Slotegraaf: NGC 6176 Deep Sky Observer's Companion
- (engl.) NGC 6176  Arhivirana inačica izvorne stranice od 19. veljače 2015. (Wayback Machine) DSO-tražilica
- (engl.) Courtney Seligman: Objekti Novog općeg kataloga: NGC 6150 - 6199